# Haruki Uemura
Pour les articles homonymes, voir Uemura.
Haruki Uemura (上村春樹, Uemura Haruki), né le 14 février 1951 à Shimomashiki,(ou Uki, Kumamoto) est un judoka japonais. Il est sacré champion olympique toutes catégories en 1976 à Montréal, en battant en finale le britannique Keith Remfry . En 2009, il est élu président de Kōdōkan et reçoit le grade de 9e dan.

## Palmarès
| Année | Compétition           | Lieu     | Résultat | Catégorie         |
| ----- | --------------------- | -------- | -------- | ----------------- |
| 1973  | Championnats du monde | Lausanne | 2e       | Toutes catégories |
| 1975  | Championnats du monde | Vienne   | 1er      | Toutes catégories |
| 1976  | Jeux olympiques       | Montréal | 1er      | Toutes catégories |